# حكم (رياضة)
الحكم في أي رياضة، هو الشخص ذو سلطة في مجموعة متنوعة من الرياضات، وهو المشرف على الفعالية الرياضية بحيث تقام في إطار قواعد فريدة لكل لعبة من الألعاب الرياضية، وله سلطة في اتخاذ قرارات وتطبيق القوانين وإعلان النتيجة، من جهة نظر محايدة. الحكام يشاركون في ألعاب رياضية مثل كرة القدم، وأيضا في مسابقات العاب القوى وغيرها كثير.